# The Canceled Mortgage
The Canceled Mortgage é um filme dramático dos Estados Unidos de 1915, com Harry Carey.

## Elenco
- Harry Carey
- Claire McDowell
- Barney Furey
- Zoe Rae - (creditado como Zoe Bech)